# Maria Grazia Siliato
Maria Grazia Siliato (Genova, 25 agosto 1926 – Lanuvio, 2 marzo 2018) è stata una storica e archeologa italiana.

## Biografia
Come archeologa e storica, ha compiuto numerosi viaggi di ricerca e di studio che l'hanno condotta a Cipro, Istanbul, Venezia, Napoli, Roma e sulle coste sudorientali del Mediterraneo.
Delegata per l'Italia del Centro internazionale di studi sulla Sindone, ha pubblicato per Piemme diversi testi sulla Sindone, mentre per Mondadori ha pubblicato un romanzo storico sull'assedio di Famagosta e una biografia di Caligola.
È stata sposata con il compositore Giovanni Nenna, morto l'11 dicembre 1999.

## Opere
- 1983 - Indagine su un antico delitto: La Sindone di Torino, Piemme
- 1989 - Il mistero della Sindone (conosciuto anche semplicemente come Sindone), Fabbri, collana I Grandi Misteri
- 1995 - L'assedio, Arnoldo Mondadori Editore
- 1997 - Sindone: mistero dell'impronta di duemila anni fa, Piemme
- 2005 - Caligula. Il mistero di due navi sepolte in un lago. Il sogno perduto di un imperatore, Arnoldo Mondadori Editore (ISBN 88-04-53706-X)
- 2007 - Masada, Rizzoli (ISBN 978-88-17-01305-5)
- 2015 - Il sangue di Lepanto. 1571. La battaglia che ha cambiato il destino del Mediterraneo, Rizzoli (ISBN 978-88-17-07865-8)